# 波山

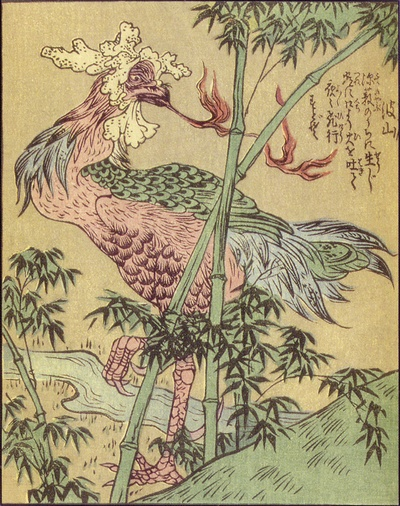
竹原春泉画『絵本百物語』より「波山」

波山（ばさん）は、伊予（現在の愛媛県）に伝わる怪鳥。婆娑婆娑（ばさばさ）、犬鳳凰（いぬほうおう）ともいう。江戸時代の奇談集『絵本百物語』に記述がある。

## 概要
赤々とした鶏冠を持つ鳥で、口から同じく赤々とした炎を吐き出す。この炎は狐火などと同様に熱を伴わず、物を燃やすことはない。
普段は山奥の竹薮に棲んでおり、人前に姿を現すことは滅多にないが、深夜には時おり人の住む村に現れ、羽をはばたかせてバサバサと不気味な音をたてる。「婆娑婆娑」の別名はこの羽音に由来する。音に気づいた人が外を覗いても、姿は忽然と消えているという。人に脅かすことはあるものの、危害は加えない。
江戸時代の百科事典『和漢三才図会』には「食火鶏」（ヒクイドリ）の記述があり、ニワトリに似た姿で、燃え残りの木を食べるなどと解説されており、波山はこれをモデルとしているとの説もある。